# هرست گریک تیتر
هرست گریک تیتر (انگلیسی: Hearst Greek Theatre) یک تماشاخانه در برکلی، کالیفرنیا، ایالات متحده آمریکا است.
این تماشاخانه که در سال ۱۹۰۳ تأسیس شده و متعلق به دانشگاه کالیفرنیا، برکلی است ۸٬۵۰۰ نفر ظرفیت دارد.

## نگارخانه

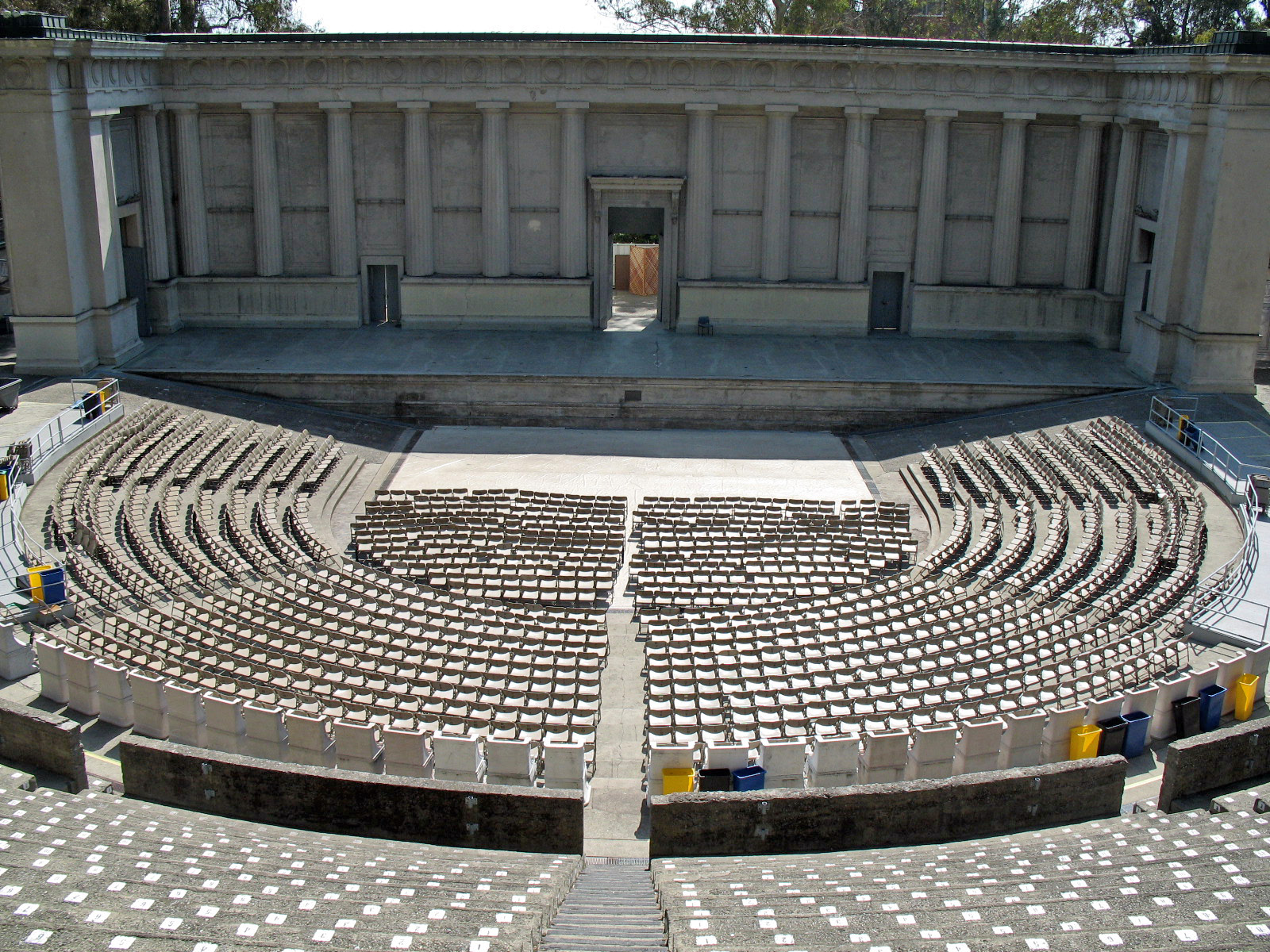
The Hearst Greek Theatre
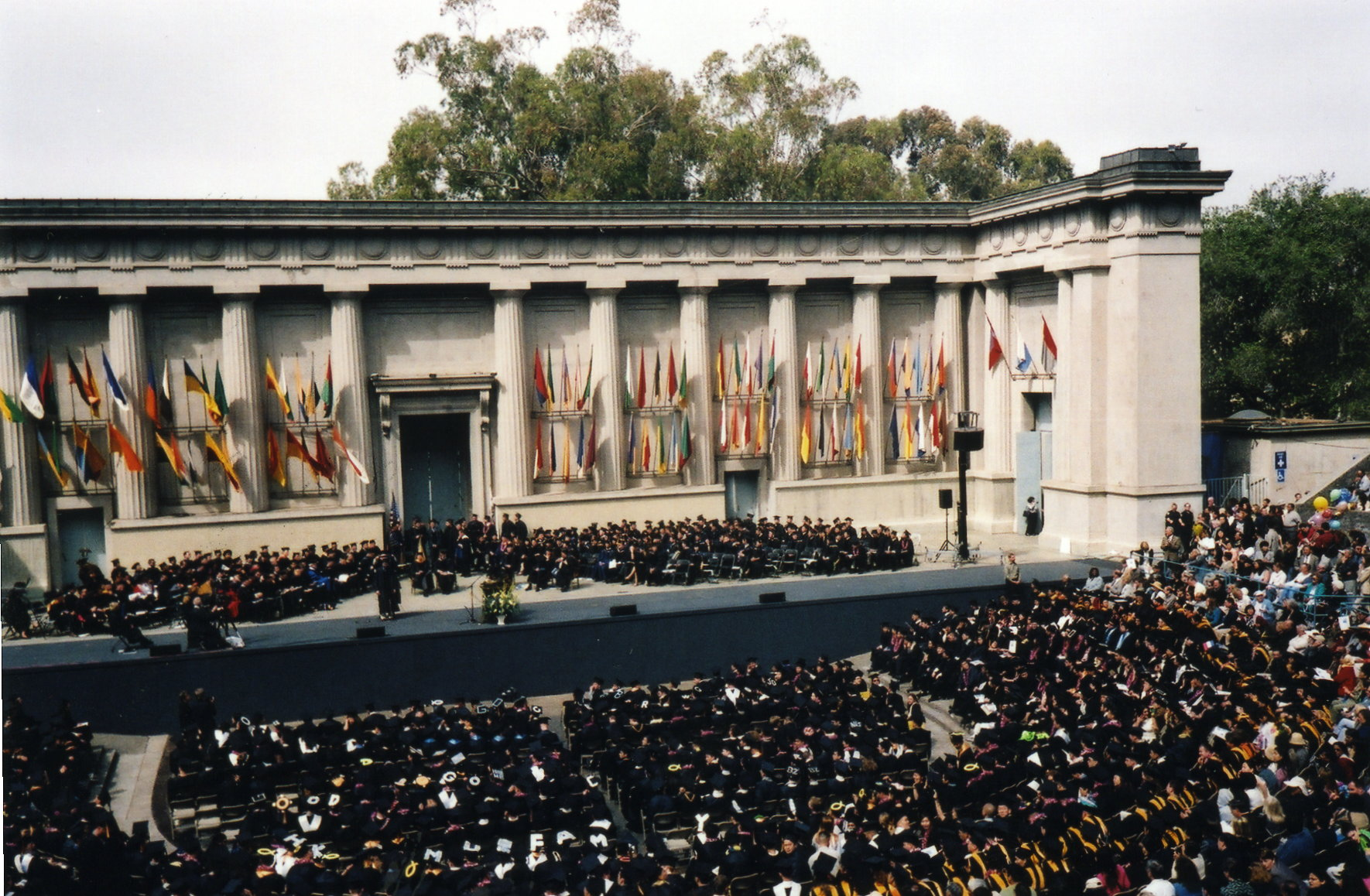
During graduation in 2002
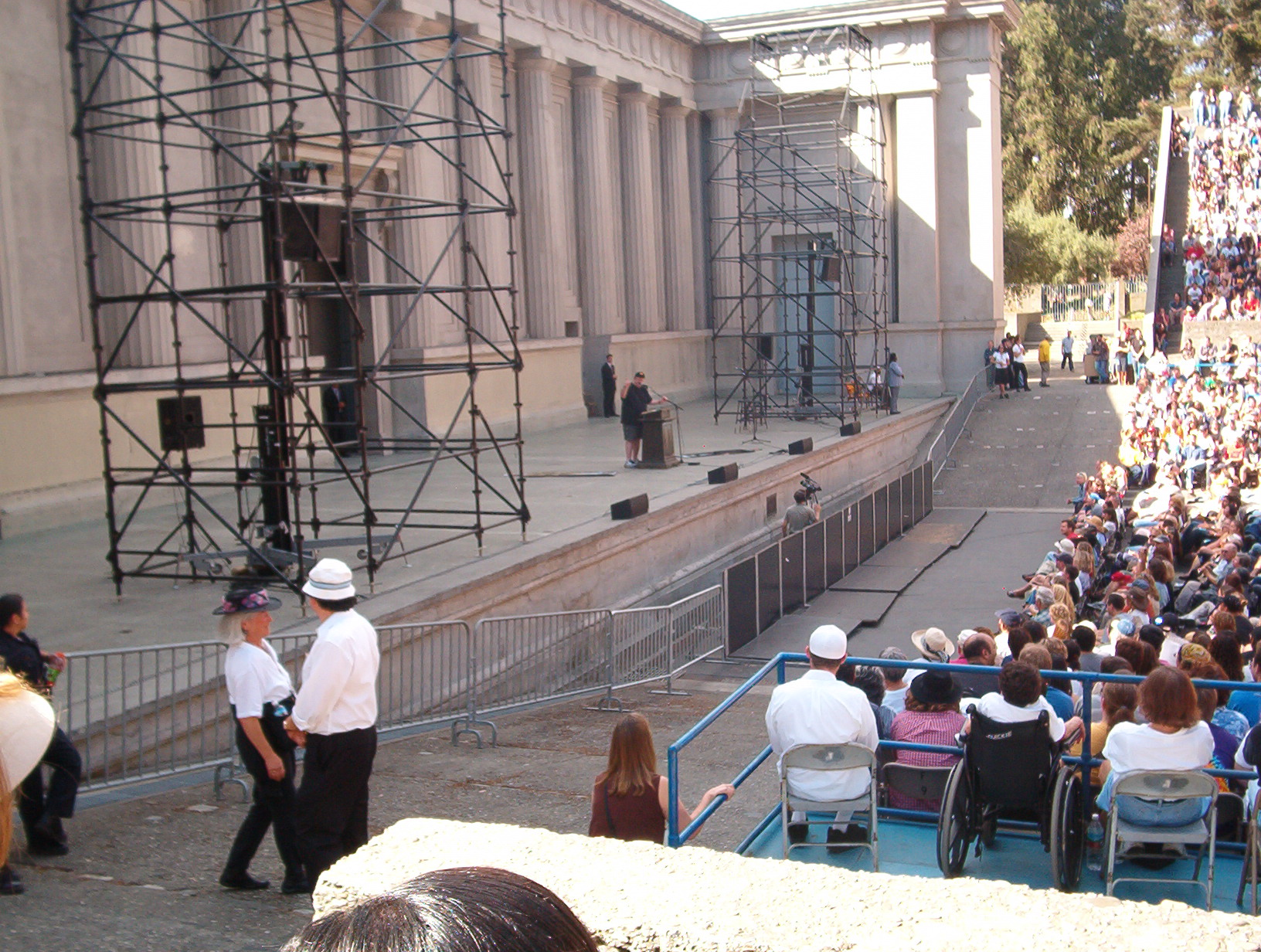
سخنرانی عمومی مایکل مور، اکتبر ۲۰۰۳ .
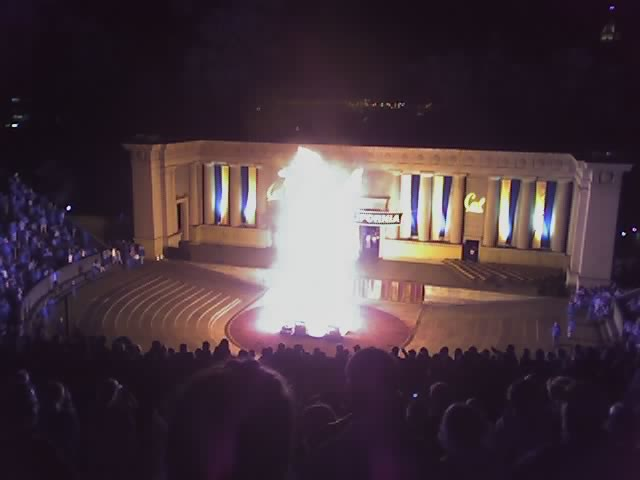
Cal Bonfire on December 1, 2006